# Eletti al Senato della Repubblica nelle elezioni politiche italiane del 1958
Questo elenco riporta i nomi dei senatori della III legislatura della Repubblica Italiana eletti dopo le elezioni politiche del 1958 suddivisi per circoscrizione.
| Circoscrizione        | Lista                                                    | Eletto                          | Collegi                              |
| --------------------- | -------------------------------------------------------- | ------------------------------- | ------------------------------------ |
| Piemonte              | Democrazia Cristiana                                     | Leopoldo Baracco                | Asti                                 |
| Piemonte              | Democrazia Cristiana                                     | Giovanni Battista Bertone       | Mondovì                              |
| Piemonte              | Democrazia Cristiana                                     | Antonio Bussi                   | Novara                               |
| Piemonte              | Democrazia Cristiana                                     | Paolo Desana                    | Casale Monferrato - Chivasso         |
| Piemonte              | Democrazia Cristiana                                     | Giovanni Giraudo                | Cuneo - Saluzzo                      |
| Piemonte              | Democrazia Cristiana                                     | Teresio Guglielmone             | Pinerolo                             |
| Piemonte              | Democrazia Cristiana                                     | Giacomo Piola                   | Acqui Terme - Novi Ligure            |
| Piemonte              | Democrazia Cristiana                                     | Giovanni Sartori                | Alba                                 |
| Piemonte              | Democrazia Cristiana                                     | Giuseppe Maria Sibille          | Susa                                 |
| Piemonte              | Partito Comunista Italiano                               | Carlo Boccassi                  | Alessandria - Tortona                |
| Piemonte              | Partito Comunista Italiano                               | Domenico Marchisio              | Vercelli                             |
| Piemonte              | Partito Comunista Italiano                               | Antonio Roasio                  | Torino Dora Oltre Stura              |
| Piemonte              | Partito Comunista Italiano                               | Pietro Secchia                  | Biella                               |
| Piemonte              | Partito Socialista Italiano                              | Paolo Angelino                  | Casale Monferrato - Chivasso         |
| Piemonte              | Partito Socialista Italiano                              | Ferruccio Parri                 | Novara                               |
| Piemonte              | Partito Socialista Italiano                              | Carlo Ronza                     | Alessandria - Tortona                |
| Piemonte              | Partito Socialista Italiano                              | Ettore Tibaldi                  | Verbano Cusio Ossola                 |
| Piemonte              | Partito Socialista Democratico Italiano                  | Pietro Borgarelli               | Alessandria - Tortona                |
| Piemonte              | Partito Liberale Italiano                                | Giuseppe Dardanelli             | Mondovì                              |
| Lombardia             | Democrazia Cristiana                                     | Pietro Amigoni                  | Lecco                                |
| Lombardia             | Democrazia Cristiana                                     | Pietro Bellora                  | Clusone                              |
| Lombardia             | Democrazia Cristiana                                     | Angelo Buizza                   | Brescia                              |
| Lombardia             | Democrazia Cristiana                                     | Angelo Cemmi                    | Breno                                |
| Lombardia             | Democrazia Cristiana                                     | Pietro Cenini                   | Chiari                               |
| Lombardia             | Democrazia Cristiana                                     | Guido Corbellini                | Rho                                  |
| Lombardia             | Democrazia Cristiana                                     | Giovanni Maria Cornaggia Medici | Monza                                |
| Lombardia             | Democrazia Cristiana                                     | Cesare Merzagora                | Vimercate                            |
| Lombardia             | Democrazia Cristiana                                     | Noè Pajetta                     | Varese                               |
| Lombardia             | Democrazia Cristiana                                     | Cristoforo Pezzini              | Bergamo                              |
| Lombardia             | Democrazia Cristiana                                     | Attilio Piccioni                | Sondrio                              |
| Lombardia             | Democrazia Cristiana                                     | Natale Santero                  | Busto Arsizio                        |
| Lombardia             | Democrazia Cristiana                                     | Lorenzo Spallino                | Cantù                                |
| Lombardia             | Democrazia Cristiana                                     | Daniele Turani                  | Treviglio                            |
| Lombardia             | Democrazia Cristiana                                     | Francesco Zane                  | Salò                                 |
| Lombardia             | Democrazia Cristiana                                     | Ennio Zelioli Lanzini           | Crema                                |
| Lombardia             | Partito Socialista Italiano                              | Arialdo Banfi                   | Rho                                  |
| Lombardia             | Partito Socialista Italiano                              | Ugo Bonafini                    | Cantù                                |
| Lombardia             | Partito Socialista Italiano                              | Pietro Caleffi                  | Milano V                             |
| Lombardia             | Partito Socialista Italiano                              | Mario Grampa                    | Busto Arsizio                        |
| Lombardia             | Partito Socialista Italiano                              | Antonio Greppi                  | Varese                               |
| Lombardia             | Partito Socialista Italiano                              | Alceo Negri                     | Mantova                              |
| Lombardia             | Partito Socialista Italiano                              | Sandro Pertini                  | Ostiglia                             |
| Lombardia             | Partito Socialista Italiano                              | Giuseppe Roda                   | Milano VI                            |
| Lombardia             | Partito Socialista Italiano                              | Emilio Zanoni                   | Cremona                              |
| Lombardia             | Partito Comunista Italiano                               | Teodosio Aimoni                 | Ostiglia                             |
| Lombardia             | Partito Comunista Italiano                               | Bruno Gombi                     | Cremona                              |
| Lombardia             | Partito Comunista Italiano                               | Carlo Lombardi                  | Vigevano                             |
| Lombardia             | Partito Comunista Italiano                               | Piero Montagnani                | Milano VI                            |
| Lombardia             | Partito Comunista Italiano                               | Francesco Scotti                | Lodi                                 |
| Lombardia             | Partito Comunista Italiano                               | Pietro Ludovico Vergani         | Pavia                                |
| Lombardia             | Partito Socialista Democratico Italiano                  | Edgardo Lami Starnuti           | Milano IV                            |
| Lombardia             | Partito Socialista Democratico Italiano                  | Edgardo Savio                   | Milano III                           |
| Lombardia             | Partito Liberale Italiano                                | Giorgio Bergamasco              | Milano I                             |
| Lombardia             | Movimento Sociale Italiano                               | Gastone Nencioni                | Milano II                            |
| Trentino-Alto Adige   | Democrazia Cristiana                                     | Luigi Benedetti                 | Trento                               |
| Trentino-Alto Adige   | Democrazia Cristiana                                     | Guido De Unterrichter           | Mezzolombardo                        |
| Trentino-Alto Adige   | Democrazia Cristiana                                     | Angelo Giacomo Mott             | Pergine Valsugana                    |
| Trentino-Alto Adige   | Democrazia Cristiana                                     | Giovanni Spagnolli              | Rovereto                             |
| Trentino-Alto Adige   | Partito Popolare Sudtirolese                             | Luis Sand                       | Bolzano                              |
| Trentino-Alto Adige   | Partito Popolare Sudtirolese                             | Karl Tinzl                      | Bressanone                           |
| Veneto                | Democrazia Cristiana                                     | Giuseppe Caron                  | Treviso                              |
| Veneto                | Democrazia Cristiana                                     | Stanislao Ceschi                | Cittadella                           |
| Veneto                | Democrazia Cristiana                                     | Francesco De Bosio              | Verona Pianura                       |
| Veneto                | Democrazia Cristiana                                     | Carlo Grava                     | Vittorio Veneto - Belluna            |
| Veneto                | Democrazia Cristiana                                     | Angelo Lorenzi                  | Este                                 |
| Veneto                | Democrazia Cristiana                                     | Umberto Merlin                  | Padova                               |
| Veneto                | Democrazia Cristiana                                     | Gerolamo Lino Moro              | Conegliano - Oderzo                  |
| Veneto                | Democrazia Cristiana                                     | Giorgio Oliva                   | Schio                                |
| Veneto                | Democrazia Cristiana                                     | Paride Piasenti                 | Verona I                             |
| Veneto                | Democrazia Cristiana                                     | Giovanni Ponti                  | Mirano                               |
| Veneto                | Democrazia Cristiana                                     | Giuseppe Trabucchi              | Verona Collina                       |
| Veneto                | Democrazia Cristiana                                     | Giustino Valmarana              | Bassano del Grappa                   |
| Veneto                | Democrazia Cristiana                                     | Giuseppe Zampieri               | Vicenza                              |
| Veneto                | Partito Socialista Italiano                              | Giuseppe Di Prisco              | Verona Pianura                       |
| Veneto                | Partito Socialista Italiano                              | Guido Giacometti                | Chioggia                             |
| Veneto                | Partito Socialista Italiano                              | Giusto Tolloy                   | San Donà di Piave                    |
| Veneto                | Partito Comunista Italiano                               | Luigi Gaiani                    | Adria                                |
| Veneto                | Partito Comunista Italiano                               | Giovanni Battista Gianquinto    | Venezia                              |
| Veneto                | Partito Comunista Italiano                               | Mauro Scoccimarro               | Chioggia                             |
| Veneto                | Partito Socialista Democratico Italiano                  | Luciano Granzotto Basso         | Belluno                              |
| Friuli-Venezia Giulia | Democrazia Cristiana                                     | Giuseppe Garlato                | San Vito al Tagliamento              |
| Friuli-Venezia Giulia | Democrazia Cristiana                                     | Guglielmo Pelizzo               | Cividale del Friuli                  |
| Friuli-Venezia Giulia | Democrazia Cristiana                                     | Tiziano Tessitori               | Udine                                |
| Friuli-Venezia Giulia | Democrazia Cristiana                                     | Ettore Vallauri                 | Gorizia                              |
| Friuli-Venezia Giulia | Partito Socialista Italiano                              | Fermo Solari                    | Pordenone                            |
| Friuli-Venezia Giulia | Partito Comunista Italiano                               | Giacomo Pellegrini              | Gorizia                              |
| Liguria               | Democrazia Cristiana                                     | Giorgio Bo                      | Genova IV                            |
| Liguria               | Democrazia Cristiana                                     | Antonio Boggiano Pico           | Chiavari                             |
| Liguria               | Democrazia Cristiana                                     | Franco Varaldo                  | Savona                               |
| Liguria               | Democrazia Cristiana                                     | Raoul Zaccari                   | Imperia                              |
| Liguria               | Partito Comunista Italiano                               | Mario Montagnana                | La Spezia                            |
| Liguria               | Partito Comunista Italiano                               | Agostino Novella                | Genova I                             |
| Liguria               | Partito Comunista Italiano                               | Secondo Pessi                   | Genova II                            |
| Liguria               | Partito Socialista Italiano                              | Gaetano Barbareschi             | Genova III                           |
| Liguria               | Partito Socialista Italiano                              | Domenico Macaggi                | Chiavari                             |
| Emilia-Romagna        | Partito Comunista Italiano                               | Ilio Bosi                       | Ferrara                              |
| Emilia-Romagna        | Partito Comunista Italiano                               | Ennio Cervellati                | Ravenna                              |
| Emilia-Romagna        | Partito Comunista Italiano                               | Paolo Fortunati                 | Bologna II                           |
| Emilia-Romagna        | Partito Comunista Italiano                               | Luisa Gallotti Balboni          | Portomaggiore                        |
| Emilia-Romagna        | Partito Comunista Italiano                               | Oreste Gelmini                  | Modena                               |
| Emilia-Romagna        | Partito Comunista Italiano                               | Andrea Marabini                 | Bologna III - Imola                  |
| Emilia-Romagna        | Partito Comunista Italiano                               | Antonio Pesenti                 | Carpi                                |
| Emilia-Romagna        | Partito Comunista Italiano                               | Walter Sacchetti                | Reggio nell'Emilia                   |
| Emilia-Romagna        | Democrazia Cristiana                                     | Mario Baldini                   | Modena                               |
| Emilia-Romagna        | Democrazia Cristiana                                     | Giovanni Braschi                | Fiorenzuola d'Arda - Fidenza         |
| Emilia-Romagna        | Democrazia Cristiana                                     | Alfredo Conti                   | Piacenza                             |
| Emilia-Romagna        | Democrazia Cristiana                                     | Francesco Marchini Camia        | Borgotaro - Salsomaggiore            |
| Emilia-Romagna        | Democrazia Cristiana                                     | Giuseppe Medici                 | Castelnuovo ne' Monti - Sassuolo     |
| Emilia-Romagna        | Democrazia Cristiana                                     | Gino Zannini                    | Rimini                               |
| Emilia-Romagna        | Partito Socialista Italiano                              | Giuseppe Bardellini             | Portomaggiore                        |
| Emilia-Romagna        | Partito Socialista Italiano                              | Giuliana Nenni                  | Ferrara                              |
| Emilia-Romagna        | Partito Socialista Italiano                              | Giacomo Ottolenghi              | Parma                                |
| Emilia-Romagna        | Partito Socialista Democratico Italiano                  | Guido Franzini                  | Reggio nell'Emilia                   |
| Toscana               | Democrazia Cristiana                                     | Armando Angelini                | Viareggio                            |
| Toscana               | Democrazia Cristiana                                     | Cesare Angelini                 | Lucca                                |
| Toscana               | Democrazia Cristiana                                     | Guido Bisori                    | Prato                                |
| Toscana               | Democrazia Cristiana                                     | Giulio Guidoni                  | Massa-Carrara                        |
| Toscana               | Democrazia Cristiana                                     | Martino Martini                 | Montevarchi                          |
| Toscana               | Democrazia Cristiana                                     | Alfredo Moneti                  | Arezzo                               |
| Toscana               | Democrazia Cristiana                                     | Adone Zoli                      | Firenze I                            |
| Toscana               | Partito Comunista Italiano                               | Renato Bitossi                  | Firenze II                           |
| Toscana               | Partito Comunista Italiano                               | Cesare Luporini                 | Volterra                             |
| Toscana               | Partito Comunista Italiano                               | Luciano Mencaraglia             | Siena                                |
| Toscana               | Partito Comunista Italiano                               | Pietro Ristori                  | Prato                                |
| Toscana               | Partito Comunista Italiano                               | Remo Scappini                   | Firenze III                          |
| Toscana               | Partito Comunista Italiano                               | Umberto Terracini               | Livorno                              |
| Toscana               | Partito Socialista Italiano                              | Jaures Busoni                   | Arezzo                               |
| Toscana               | Partito Socialista Italiano                              | Luigi Mariotti                  | Firenze III                          |
| Toscana               | Partito Socialista Italiano                              | Giacomo Picchiotti              | Volterra                             |
| Umbria                | Democrazia Cristiana                                     | Mario Cingolani                 | Perugia I                            |
| Umbria                | Democrazia Cristiana                                     | Giuseppe Salari                 | Foligno - Spoleto                    |
| Umbria                | Partito Comunista Italiano                               | Mario Angelucci                 | Città di Castello                    |
| Umbria                | Partito Comunista Italiano                               | Emilio Secci                    | Orvieto                              |
| Umbria                | Partito Comunista Italiano                               | Bruno Simonucci                 | Perugia II                           |
| Umbria                | Partito Socialista Italiano                              | Luigi Fabbri                    | Terni                                |
| Umbria                | Partito Socialista Italiano                              | Michelangelo Iorio              | Perugia II                           |
| Marche                | Democrazia Cristiana                                     | Mario Carelli                   | Macerata                             |
| Marche                | Democrazia Cristiana                                     | Aristide Merloni                | Jesi - Senigallia                    |
| Marche                | Democrazia Cristiana                                     | Amor Tartufoli                  | Ascoli Piceno                        |
| Marche                | Democrazia Cristiana                                     | Umberto Tupini                  | Fermo                                |
| Marche                | Partito Comunista Italiano                               | Enzo Capalozza                  | Urbino                               |
| Marche                | Partito Comunista Italiano                               | Luigi Ruggeri                   | Jesi - Senigallia                    |
| Marche                | Partito Socialista Italiano                              | Alberto Cianca                  | Jesi - Senigallia                    |
| Lazio                 | Democrazia Cristiana                                     | Ugo Angelilli                   | Civitavecchia                        |
| Lazio                 | Democrazia Cristiana                                     | Emilio Battista                 | Latina                               |
| Lazio                 | Democrazia Cristiana                                     | Antonio Bonadies                | Roma V                               |
| Lazio                 | Democrazia Cristiana                                     | Angelo Cerica                   | Frosinone                            |
| Lazio                 | Democrazia Cristiana                                     | Carlo De Luca                   | Viterbo                              |
| Lazio                 | Democrazia Cristiana                                     | Vincenzo Menghi                 | Tivoli                               |
| Lazio                 | Democrazia Cristiana                                     | Pietro Micara                   | Velletri                             |
| Lazio                 | Democrazia Cristiana                                     | Pier Carlo Restagno             | Sora - Cassino                       |
| Lazio                 | Partito Comunista Italiano                               | Ambrogio Donini                 | Roma VII                             |
| Lazio                 | Partito Comunista Italiano                               | Edoardo D'Onofrio               | Roma VI                              |
| Lazio                 | Partito Comunista Italiano                               | Mario Mammucari                 | Velletri                             |
| Lazio                 | Partito Comunista Italiano                               | Enrico Minio                    | Civitavecchia                        |
| Lazio                 | Partito Comunista Italiano                               | Enrico Molè                     | Roma IV                              |
| Lazio                 | Partito Socialista Italiano                              | Giuseppe Alberti                | Viterbo                              |
| Lazio                 | Partito Socialista Italiano                              | Giorgio Fenoaltea               | Rieti                                |
| Lazio                 | Movimento Sociale Italiano                               | Lando Ferretti                  | Roma III                             |
| Lazio                 | Movimento Sociale Italiano                               | Arturo Michelini                | Roma II                              |
| Lazio                 | Movimento Sociale Italiano                               | Francesco Turchi                | Roma V                               |
| Lazio                 | Partito Monarchico Popolare                              | Francesco Massimo Lancellotti   | Roma V                               |
| Abruzzi e Molise      | Democrazia Cristiana                                     | Vincenzo Bellisario             | Lanciano - Vasto                     |
| Abruzzi e Molise      | Democrazia Cristiana                                     | Giuseppe Cerulli Irelli         | Teramo                               |
| Abruzzi e Molise      | Democrazia Cristiana                                     | Angelo De Luca                  | Chieti                               |
| Abruzzi e Molise      | Democrazia Cristiana                                     | Giuseppe Magliano               | Larino                               |
| Abruzzi e Molise      | Democrazia Cristiana                                     | Angelo Donato Tirabassi         | Avezzano                             |
| Abruzzi e Molise      | Partito Comunista Italiano                               | Vincenzo Chiola                 | Pescara                              |
| Abruzzi e Molise      | Partito Comunista Italiano                               | Leo Leone                       | Teramo                               |
| Abruzzi e Molise      | Partito Socialista Italiano                              | Vincenzo Milillo                | Pescara                              |
| Campania              | Democrazia Cristiana                                     | Giacinto Bosco                  | Piedimonte Matese - Sessa Aurunca    |
| Campania              | Democrazia Cristiana                                     | Gabriele Criscuoli              | Sant'Angelo dei Lombardi             |
| Campania              | Democrazia Cristiana                                     | Basilio Focaccia                | Sala Consilina - Vallo della Lucania |
| Campania              | Democrazia Cristiana                                     | Silvio Gava                     | Castellammare di Stabia              |
| Campania              | Democrazia Cristiana                                     | Angelo Raffaele Jervolino       | Nola                                 |
| Campania              | Democrazia Cristiana                                     | Antonio Lepore                  | Cerreto Sannita                      |
| Campania              | Democrazia Cristiana                                     | Pietro Lombari                  | Caserta                              |
| Campania              | Democrazia Cristiana                                     | Vincenzo Monaldi                | Napoli I                             |
| Campania              | Democrazia Cristiana                                     | Raffaele Pucci                  | Salerno                              |
| Campania              | Democrazia Cristiana                                     | Mario Riccio                    | Napoli II                            |
| Campania              | Partito Comunista Italiano                               | Giovanni Bertoli                | Napoli V                             |
| Campania              | Partito Comunista Italiano                               | Pasquale Cecchi                 | Castellammare di Stabia              |
| Campania              | Partito Comunista Italiano                               | Mario Palermo                   | Napoli VI                            |
| Campania              | Partito Comunista Italiano                               | Emilio Sereni                   | Torre del Greco                      |
| Campania              | Partito Comunista Italiano                               | Maurizio Valenzi                | Napoli I                             |
| Campania              | Partito Monarchico Popolare                              | Amedeo D'Albora                 | Napoli II                            |
| Campania              | Partito Monarchico Popolare                              | Gaetano Fiorentino              | Napoli III                           |
| Campania              | Partito Monarchico Popolare                              | Ludovico Greco                  | Napoli IV                            |
| Campania              | Partito Socialista Italiano                              | Generoso Jodice                 | Santa Maria Capua Vetere - Aversa    |
| Campania              | Partito Socialista Italiano                              | Luigi Renato Sansone            | Afragola                             |
| Campania              | Movimento Sociale Italiano                               | Enea Franza                     | Benevento - Ariano Irpino            |
| Campania              | Partito Liberale Italiano                                | Mario Venditti                  | Cerreto Sannita                      |
| Puglia                | Democrazia Cristiana                                     | Nicola Angelini                 | Bitonto                              |
| Puglia                | Democrazia Cristiana                                     | Martino Caroli                  | Gallipoli - Galatina                 |
| Puglia                | Democrazia Cristiana                                     | Alfonso De Giovine              | Lucera                               |
| Puglia                | Democrazia Cristiana                                     | Francesco Ferrari               | Tricase                              |
| Puglia                | Democrazia Cristiana                                     | Giacinto Genco                  | Altamura                             |
| Puglia                | Democrazia Cristiana                                     | Onofrio Jannuzzi                | Molfetta                             |
| Puglia                | Democrazia Cristiana                                     | Gaspare Pignatelli              | Martina Franca                       |
| Puglia                | Democrazia Cristiana                                     | Luigi Russo                     | Monopoli                             |
| Puglia                | Partito Comunista Italiano                               | Domenico De Leonardis           | Barletta - Trani                     |
| Puglia                | Partito Comunista Italiano                               | Giuseppe Gramegna               | Molfetta                             |
| Puglia                | Partito Comunista Italiano                               | Giuseppe Imperiale              | Foggia - San Severo                  |
| Puglia                | Partito Comunista Italiano                               | Pasqualino Pasqualicchio        | Lucera                               |
| Puglia                | Partito Socialista Italiano                              | Angelo Custode Masciale         | Bitonto                              |
| Puglia                | Partito Socialista Italiano                              | Giuseppe Papalia                | Bari                                 |
| Puglia                | Movimento Sociale Italiano                               | Araldo di Crollalanza           | Bari                                 |
| Puglia                | Partito Nazionale Monarchico                             | Oronzo Massari                  | Lecce                                |
| Basilicata            | Democrazia Cristiana                                     | Antonio Bolettieri              | Matera                               |
| Basilicata            | Democrazia Cristiana                                     | Bonaventura Picardi             | Lagonegro                            |
| Basilicata            | Democrazia Cristiana                                     | Domenico Schiavone              | Tricarico                            |
| Basilicata            | Democrazia Cristiana                                     | Mario Zotta                     | Potenza                              |
| Basilicata            | Partito Comunista Italiano                               | Francesco Cerabona              | Matera                               |
| Basilicata            | Partito Comunista Italiano                               | Michele Mancino                 | Melfi                                |
| Calabria              | Democrazia Cristiana                                     | Antonio Berlingieri             | Rossano                              |
| Calabria              | Democrazia Cristiana                                     | Giuseppe Mario Militerni        | Castrovillari - Paola                |
| Calabria              | Democrazia Cristiana                                     | Domenico Romano                 | Palmi                                |
| Calabria              | Democrazia Cristiana                                     | Rocco Salomone                  | Vibo Valentia                        |
| Calabria              | Democrazia Cristiana                                     | Tommaso Spasari                 | Catanzaro                            |
| Calabria              | Partito Comunista Italiano                               | Luca De Luca                    | Catanzaro                            |
| Calabria              | Partito Comunista Italiano                               | Francesco Primerano             | Nicastro                             |
| Calabria              | Partito Comunista Italiano                               | Francesco Spezzano              | Crotone                              |
| Calabria              | Partito Socialista Italiano                              | Giuseppe Marazzita              | Palmi                                |
| Calabria              | Movimento Sociale Italiano                               | Michele Barbaro                 | Reggio di Calabria                   |
| Sicilia               | Democrazia Cristiana                                     | Carmelo Caristia                | Caltagirone                          |
| Sicilia               | Democrazia Cristiana                                     | Alfio Di Grazia                 | Catania I                            |
| Sicilia               | Democrazia Cristiana                                     | Angelo Di Rocco                 | Caltanissetta                        |
| Sicilia               | Democrazia Cristiana                                     | Arcangelo Florena               | Patti                                |
| Sicilia               | Democrazia Cristiana                                     | Camillo Giardina                | Termini Imerese - Cefalù             |
| Sicilia               | Democrazia Cristiana                                     | Girolamo Messeri                | Partinico Monreale                   |
| Sicilia               | Democrazia Cristiana                                     | Giuseppe Molinari               | Sciacca                              |
| Sicilia               | Democrazia Cristiana                                     | Antonio Pecoraro                | Corleone - Bagheria                  |
| Sicilia               | Democrazia Cristiana                                     | Agostino Pennisi di Floristella | Acireale                             |
| Sicilia               | Democrazia Cristiana                                     | Antonio Romano                  | Enna                                 |
| Sicilia               | Partito Comunista Italiano                               | Giuseppe Berti                  | Sciacca                              |
| Sicilia               | Partito Comunista Italiano                               | Antonio Caruso                  | Catania II                           |
| Sicilia               | Partito Comunista Italiano                               | Umberto Fiore                   | Ragusa                               |
| Sicilia               | Partito Comunista Italiano                               | Giuseppe Granata                | Piazza Armerina                      |
| Sicilia               | Partito Comunista Italiano                               | Ottavio Pastore                 | Alcamo                               |
| Sicilia               | Partito Socialista Italiano                              | Simone Gatto                    | Trapani                              |
| Sicilia               | Partito Socialista Italiano                              | Giuseppina Palumbo              | Noto                                 |
| Sicilia               | Movimento Sociale Italiano                               | Dionisio Moltisanti             | Noto                                 |
| Sicilia               | Movimento Sociale Italiano                               | Luigi Ragno                     | Barcellona Pozzo di Gotto            |
| Sicilia               | Partito Liberale Italiano                                | Edoardo Battaglia               | Termini Imerese - Cefalù             |
| Sicilia               | Partito Nazionale Monarchico                             | Domenico Arcudi                 | Palermo II                           |
| Sicilia               | Partito Monarchico Popolare                              | Filippo Pennavaria              | Ragusa                               |
| Sardegna              | Democrazia Cristiana                                     | Antonio Azara                   | Tempio - Ozieri                      |
| Sardegna              | Democrazia Cristiana                                     | Enrico Carboni                  | Oristano                             |
| Sardegna              | Democrazia Cristiana                                     | Luigi Crespellani               | Cagliari                             |
| Sardegna              | Democrazia Cristiana                                     | Antonio Monni                   | Nuoro                                |
| Sardegna              | Partito Comunista Italiano - Partito Socialista Italiano | Emilio Lussu (PSI)              | Cagliari                             |
| Sardegna              | Partito Comunista Italiano - Partito Socialista Italiano | Velio Spano (PCI)               | Iglesias                             |
| Valle d'Aosta         | Indipendente di Sinistra                                 | Renato Chabod                   | Aosta                                |